# Zabezpieczenie inżynieryjne
Zabezpieczenie inżynieryjne – rodzaj zabezpieczenia bojowego wojsk. Zespół przedsięwzięć inżynieryjnych realizowany przez wszystkie rodzaje sił zbrojnych i wojsk dla osiągnięcia celów walki
Zabezpieczenie inżynieryjne realizuje się w celu stworzenia warunków terenowych niezbędnych do skutecznego prowadzenia działań bojowych, zwiększenie efektywności obrony wojsk przed środkami rażenia przeciwnika i utrudnienia jego wojskom działania w terenie.

## Składowe zabezpieczenia inżynieryjnego
Do zasadniczych zadań zabezpieczenia inżynieryjnego zalicza się:
- rozpoznanie inżynieryjne przeciwnika i terenu:

jest elementem systemu rozpoznania taktycznego; prowadzi się je w celu dostarczenia danych ułatwiających wykorzystanie terenu oraz przyjęcie odpowiedniego sposobu prowadzenia działań inżynieryjnych; na podstawie wykonywanych przez przeciwnika prac inżynieryjnych można ustalić stopień przygotowania jego oddziałów do prowadzenia określonego rodzaju działań bojowych.
- rozbudowa fortyfikacyjna terenu:

prowadzi się w działaniach taktycznych w celu zachowania zdolności przetrwania, skutecznej ochrony i obrony ludzi oraz sprzętu technicznego przed środkami rażenia przeciwnika, zwiększenia żywotności, efektywności i skuteczności własnych środków rażenia, dogodnej i skrytej komunikacji oraz ciągłości dowodzenia, jak również obniżenia skuteczności środków rażenia przeciwnika.
- budowa zapór inżynieryjnych i wykonywanie niszczeń

przedsięwzięcia te realizowane są w celu umocnienia punktów oporu, utrudnienia przeciwnikowi prowadzenia natarcia; planuje się je na cała głębokość ugrupowania, łącząc je ściśle z systemem ognia i naturalnymi przeszkodami terenowymi; zapory inżynieryjne ustawia się w terenie na dogodnych kierunkach działania przeciwnika w celu paraliżowania jego ruchu, a przede wszystkim zatrzymania go.
- przygotowanie i utrzymanie dróg (osłona techniczna dróg);
- wykonywanie przejść w zaporach, przez przeszkody naturalne i rejony zniszczeń oraz rozminowanie terenu i obiektów
- urządzanie i utrzymanie przepraw
- realizacja przedsięwzięć w ramach maskowania i ubezpieczenia
- udział w likwidacji skutków uderzeń przeciwnika oraz klęsk żywiołowych i ekologicznych
- wydobywanie i oczyszczanie wody
- wykonywanie prac związanych z urządzaniem lądowisk dla śmigłowców
- usuwanie i niszczenie niewybuchów